# Elizabeth Loftus
Elizabeth F. Loftus (nascuda amb el nom Elizabeth Fishman el 16 d'octubre de 1944) és una psicòloga estatunidenca, experta en la memòria humana. Ha investigat considerablement en el camp de la mal·leabilitat de la memòria humana. Loftus és coneguda per la seva recerca en l'efecte de desinformació i la memòria de testimoni, i la creació i naturalesa de records falsos, incloent-hi records recuperats d'abusos sexuals en la infantesa. A més de la seva tasca prolífica en els laboratoris, Loftus ha estat molt involucrada en aplicar la seva recerca en casos legals; ha estat consultada o ha donat testimoni d'expert en centenars de casos.
Loftus ha estat reconeguda arreu per la seva obra, i ha rebut nombrosos premis i graus honoraris. El 2002, Loftus va ser considerada la 58a investigadora en psicologia més influent a Review of General Psychology, i va ser la dona situada més amunt de la llista.